# RX J1856.5-3754
RX J1856.5-3754 (ibland också kallad RX J185635-375) är en neutronstjärna som befinner sig på 450 ljusårs avstånd från jorden, vilket gör den till den närmast belägna upptäckta neutronstjärnan.
RX J1856 upptäcktes 1992 och observationer 1996 tycks bekräfta att den är en neutronstjärna, som man tror uppstod då dess följeslagare exploderade i en supernova för en miljon år sedan. RX J1856 har en massa som motsvarar en och en halv solmassor, och en radie på endast 14 kilometer.
Ursprungligen trodde man att RX J1856 låg 150-200 ljusår bort, men observationer gjorda med Chandra-teleskopet år 2002 tycks indikera att den ligger längre bort, omkring 450 ljusår. Tidigare trodde man att neutronstjärnan hade en radie på bara cirka 6 kilometer, vilket innebar att stjärnan skulle vara för liten för att kunna vara en normal neutronstjärna, och den föreslogs därför vara en kvarkstjärna. Efter nyare mätningar fastställdes radien till cirka 14 km, och RX J1856.5-3754 ströks då från listan över kvarkstjärnekandidater.
RX J1856 är en av "the Magnificent Seven", en grupp unga neutronstjärnor belägna inom 500 parsec från jorden.